# XMail
XMail est un serveur de messagerie libre (licence GNU GPL) pour Internet et intranet.

## Principales fonctionnalités
Liste des principales fonctionnalités : 
- SMTP
- POP
- Finger
- Multi domaine
- SMTP Relay
- RBL/RSS/ORBS/DUL
- protection contre le Spam
- Authentification
- Synchronisation POP
- Filtres personnalisés
- Listes de diffusion
- Administration à distance

XMail n’est pas doté d’une interface graphique par son auteur, il tourne en tant que service, mais diverses interfaces sont disponibles, proposées par les nombreux développeurs qui utilisent XMail. Ces interfaces sont écrites en Python, PERL, PHP, Visual Basic.

## Les services proposés
- ESMTP ;
- POP3 ;
- finger ;
- TLS pour SMTP et POP3.